# Patellarsehnenreflex
Der Patellarsehnenreflex (auch Kniesehnenreflex, Kniephänomen, Patellarreflex oder Quadricepsdehnungsreflex) ist ein monosynaptischer (über nur eine Synapse verschalteter) Reflex aus der Gruppe der Eigenreflexe.

## Auslösung
Der Reflex kann beim entspannten Bein durch einen leichten Schlag auf die Patellarsehne unterhalb der Kniescheibe ausgelöst werden. Hierzu wird der Patient so auf eine Liege gesetzt, dass die Kniekehle an der Liegekante anliegt und der Unterschenkel frei schwingen kann. Die Patellarsehne ist die Ansatzsehne des vierköpfigen Oberschenkelmuskels (Musculus quadriceps femoris). Als Reflexantwort kommt es durch Kontraktion des Musculus quadriceps zu einer kurzzeitigen Streckung des Kniegelenks.
Kleintiere wie Hunde und Katzen werden zur Untersuchung des Reflexes auf eine Seite gelegt und das Knie in leicht gebeuter Stellung gehalten.

## Physiologie
Dehnungsrezeptoren (sogenannte Muskelspindeln) im Musculus quadrizeps registrieren die Dehnung und melden sie an das Rückenmark. Entgegen der allgemeinen Meinung sind die Golgi-Sehnenorgane nicht am Patellarsehnenreflex beteiligt. Sie werden zwar durch den Schlag auf die Patellarsehne ebenfalls gedehnt, jedoch dienen die Golgi-Sehnenorgane ausschließlich der Regelung der Muskelspannung. Beim Menschen ziehen die sensiblen Neurone (Afferenzen) zu den Lendensegmenten L2-L4. Dort wird die Erregung über jeweils eine Synapse auf die motorischen Neurone (Efferenzen) umgeschaltet. Diese Neurone durchlaufen den Plexus lumbalis und im Nervus femoralis zurück zum Muskel, wo eine Kontraktion des Quadriceps femoris ausgelöst wird. Bei Hund sind die Lendensegmenten L3 bis L6 beteiligt.
Damit bei diesem Reflex nicht gleichzeitig der Reflex des Antagonisten (entgegenwirkenden Muskels) ausgelöst wird, hier der Beinbeuger (Musculus biceps femoris, auch Beinbizeps genannt), wirkt ein Hemmmechanismus: Das Axon, das die auslösende Information ins Rückenmark leitet, ist verzweigt, es weist also eine Divergenz auf. Dabei läuft ein Ast zu motorischen Neuronen, die den Musculus quadriceps femoris innervieren, und ein anderer über eine Synapse, die mit einem hemmenden Neuron verknüpft ist, welche den Musculus biceps femoris steuert (reziproke Hemmung). Das Aktionspotential, das vom Beinstrecker (Musculus quadriceps femoris) kommt, unterdrückt also gleichzeitig das des Beinbeugers (Musculus biceps femoris).

## Medizinische Bedeutung
Der Reflex wird vor allem für die Prüfung der Nervenwurzel L4 eingesetzt. Eine Abschwächung des Patellarsehnenreflexes tritt aber auch bei Läsionen im Bereich der Nervenwurzeln L2 und L3 auf, bei einer Schädigung von L3 kann er auch vollständig erlöschen. Auch bei neurologischen Erkrankungen wie Tabes kann der Reflex fehlen. Bei Versteifungen im Sprunggelenk und Schädigungen des Nervus peronaeus ist er nicht zu verwerten.
Beim Hund werden mit dem Reflex der Nervus femoralis sowie die Rückenmarkssegmente und Nervenwurzeln von L4 bis L6 geprüft. Läsionen hinter diesen Segmenten oder des Ischiasnervs können zu einer Reflexsteigerung führen, da der Tonus des Beinbeugers herabgesetzt ist (Pseudohyperreflexie). Zudem kann der Reflex bei schweren Knieerkrankungen schwer auszulösen sein. Bei Welpen großer Rassen kann der Reflex ebenfalls reduziert sein oder fehlen. Auch bei sehr alten Hunden kann der Reflex ausbleiben, vermutlich infolge von Nervendegenerationen des afferenten Schenkels. Zudem spielt die Liegeposition eine Rolle, der Reflex kann bei verspannten Patienten an der oben liegenden Gliedmaße reduziert an der unten liegenden normal ausfallen, weshalb immer beide Liegepositionen getestet werden müssen.

## Geschichte
Wilhelm Erb und Carl Westphal erkannten 1870/1871 unabhängig voneinander die diagnostische Bedeutung des Patellarsehnenreflexes bei Erkrankungen des Nervensystems. Ein Ausbleiben des Reflexes spricht, wie Erb und Westphal es 1875 bei Tabes beschrieben, für eine Schädigung der jeweiligen Rückenmarkssegmente oder des Oberschenkelnervs.